# Fender Jimmie Vaughan Tex-Mex Stratocaster
Jimmie Vaughan Tex-Mex Stratocaster je električna gitara, koju je Fender Musical Instruments Corporation proizveo za američkog Texas blues gitarista Jimmie Vaughana.

## Osnovne značajke
Uistinu, nema kraja različitim vrstama Stratocaster gitara koje je tvrtka Fender sposobna proizvesti, a u rukama vještog gitariste doslovno da nema glazbenog žanra u kojem ovaj model nije zablistao. Posljednjih godina s Jimmieom Vaughanom, starijim bratom pokojne blues legende Stevie Ray Vaughana, također u blues glazbi ostavlja neizbrisiv trag.

S obzirom na prepoznatljiv i karakterističan zvuk Jimmieva sviranja, kao i njegov doprinos blues glazbi Fender je sve to pretočio i "spremio" u Fender Artist Series Jimmie Vaughn Tex Mex Strat Electric Guitar.

Jimmie Vaughan Stratocaster je potpisani model kojeg je po svojoj želji dizajnirao osobno Vaughan, a proizveo Fender u svom pogonu u Ensenadi, Baja California u Meksiku. Unatoč tomu, u ovaj model ugrađena je originalna američka elektronika.

Gitara je dizajnirana kao klasični Stratocaster model u čije tijelo su ugrađeni snažniji elektromagneti. Vrat gitare "V" oblika izrađen je od javora. Radijus vrata iznosi 241,3 mm, a dužina skale iznosi 647,8 mm. Tijelo gitare je izrađeno od johe na koje je pomoću 8. vijaka pričvršćena bijela jednoslojna ploča. Širina kobilice je standardna, i iznosi 42 mm. Na glavi vrata gitare su Fenderove, ili Gotohove mašinice, a na stražnjem dijelu glave vrata nalazi se serijski broj i Jimmieov potpis.
Ukratko o karakteristikama:

Elektronika: koja je ugrađena u ovu Fenderovu seriju čini set Tex Mex elektromagneta. Glazbenici ovaj model često zamijene s Texas Special elektromagnetima koji su sličnih karakteristika, ali ipak različiti od Tex Mex modela. Dizajnirani kao Alnico V jednostruki model ali s više broja namotaja žice oko jezgre elektromagneta zvuči puno glasnije (i zbog toga zvuči dobro) od dvostrukih, ili dvodjelnih modela. Zvuk koji proizvede Tex Mex model za razliku od standardno proizvedenih nešto je topliji, a i sposobniji su kvalitetnije prihvatiti vrlo niske titraje zvuka žice. Inače, da nisu tako dizajnirani boja zvuka bila bi tradicionalna, ili "vintage", kao u većine vintage gitara s takvim modelom elektromagneta. Isti elektromagneti ugrađeni su i u Fender Deluxe Roadhouse Stratocaster električnu gitaru.
 
Izlazne specifikacije Fender Tex Mex elektromagneta su sljedeće:
- pozicija pri mostu DC otpor 7,4K - induktivitet 3,7H.
- u sredini DC otpor 6,4K - induktivitet 2,75H.
- pozicija pri vratu gitare DC otpor 6,4K - induktivitet 2,75H.

Iz ovoga je očito da je elektromagnet pri mostu Jimmie Vaughn Tex Mex gitare, u odnosu na onaj pri vratu i sredini gitare jači. Praktično gledano, takav zvuk uvijek je prihvatljivije imati na elektromagnetu bližem mostu. Zbog nešto odaljenije linije pokreta ruke, i automatski slabijeg prihvata vibracija tona žice njegov zvuk će biti kazano glazbenim rječnikom, topliji.

Kao što je tipčno za većinu današnjih kontrole odabira i uporabe elektromagneta suvremenijih Stratocaster modela, i modeli ove Fenderove potpisane sarije imaju jedan glavni kontrolni potenciometar za glasnoću, i dva za ton. Prvi vrši kontrolu tona elektromagneta bližeg vratu gitare, a drugi onog bliže mostu gitare. Srednji elektromagnet nema kontrolu, i njegov zvuk je otvoren.

Općenita kontrola odabira, i uporabe magneta, vrši se pomoću petodjelnog preklopnika koji je za ovu gitaru napravljen u Americi, a funkcionira na sljedeći naćin:
- prva pozicija - elektromagnet bliži mostu gitare.
- druga pozicija - onaj bliži mostu i srednji elektromagnet.
- treća pozicija - srednji elektromagnet.
- četvrta pozicija - srednji, i elektromagnet bliži vratu gitare.
- peta pozicija - elektromagnet bliži vratu gitare.

Zvuk: je u ovoj seriji možemo slobodno kazati prepoznatljiv. I zbog činjenice   da ne postoji idealan elektromagnet za 'svu' vrstu glazbe, dijelim mišljenje da se ovaj model ponajbolje uklapa za blues vrstu glazbe. Kao što je već i rečeno Tex Mex elektromagneti svoj specifični zvuk mogu zahvaliti povećanom broju namota žica oko jezgre elektromagneta. U odnosu na tipične meksičke (pa i neke američke Stratocaster modele), ovdje se uveliko povećala izlazna snaga.

Uz veću snagu čujnosti zvuka iz pojačala model je bio predodređen za blues, ali kad bi se glasnoća smanjila dobio bi se lijepi, topli, bogati zvuk, čak ljepši i od nekih Fenderovih keramičkih modela.

Ako se želi dobiti svjetliji zvuk, sličan onomu kao u Fender American Standard Stratocastera, ili možda Fender American Deluxe Stratocaster modela jednostavno elektromagnete treba malo spustiti niže, odnosno udaljiti ih od žica. Još jedna značajka Fender Artist Series Jimmy Vaughn Tex Mex Strat serije je ta da srednji magnet ima obrnuti polaritet, a odabirom pozicije 2. i 4. na petodjelnom preklopniku dobije se prizvuk sličan kao kod dvostrukog elektromagneta.
Drvo: za izradu tijela gitare upotrijebljena je joha, a za vrat i hvataljku vrata gitare javor. Tijelo gitare ima završnicu urađenu u poliesteru, a vrat gitare u poliuretanu (engl. satin urethane finish), što glazbeniku omogućava izrazito laku 'svirljivost'. Model je na tržištu dostupan u četiri boje naznačene u info tablici gitare.

## Vanjske poveznice
- Jimmie Vaughan Tex Mex Strat[neaktivna poveznica], službena Fenderova internet stranica.
- Fender Jimmie Vaughan Tex Mex Strat Electric Guitar - opisni sadržaj.